# 黨鞭
黨鞭是一個政黨內的官員，其職責是在立法機關中維護本黨黨紀。這代表黨鞭必須促使黨員遵循本黨政綱投票，而不是根據其個人意志或選民意願而投票。因此，黨鞭也被視為黨的“強制執行者”。
他們會試圖確保本黨議員參與議會議事，並按本黨意志投票，在議會中集中選票；而那些投票反對本黨政綱的議員，黨鞭會給予相應黨紀懲處。跑票、缺席、中途脫隊者，最嚴重的結果可能會導致該議員失去本黨支持，從而使其可能在下屆議會選舉中失去議席，甚至開除出黨。黨鞭這個術語可能源自狩獵活動中的“獵犬管理者（Whipper-in）”，他是狩獵團隊中規範獵犬紀律的助手。
此外，黨鞭這個詞語還有指代發放給議員投票指示的含義，或特指某位議員在其所屬議會黨團的頭銜及地位。

## 詞源
黨鞭是一個起源於狩獵術語的議會背景下的政治名詞。《牛津英語詞典》將“獵狗管理員（Whipper-in）”定義為“獵人的助手，他通過使用鞭子將獵犬驅趕回營地以防止它們走失。”同樣也是根據這本詞典的記錄，這個詞語用於議會政治則是首次出現於1772年。但是依據彼得·戴維·加納·托馬斯所撰的《十八世紀下議院》一書所引述的兩個案例，現代政治意義上的黨鞭一詞出現的時期要早于1772年。

## 西敏制國家案例
在英國下議院中，各個政黨均設有首席黨鞭，確保黨內議員按照領導層的方針出席會議及投票。黨鞭會每週向議員傳遞電子郵件，列載未來的議程事項及就重要議案附上投票指示，包括：
- 一線鞭令（one-line whip）：可選擇是否出席會議，但在場者必須按照黨的意向投票
- 二線鞭令（two-line whip）：如有特殊原因可以提前請假，獲黨鞭批准之後可缺席投票
- 三線鞭令（three-line whip）：所有議員必須出席會議並嚴格按照黨的方針投票

如果議員違反相關鞭令，後果一般相當嚴重。違背一線或二線鞭令者，可受黨內警告處分、而違背三線鞭令的議員都會被「收回鞭令」（remove the whip），即凍結或開除黨籍（視乎是否具有永久效力），一般在不信任动议和政府財政預算案時祭出。雖然失去黨籍的議員並不會同時丟掉議席，但獨立議員的重選機會較微，變相懲罰相當有阻嚇性。
黨鞭為了維護黨紀，一般會投票事前以誘因（例如提供高級職位或榮譽）或威嚇（例如撤回選區資助或爆出其醜聞）以確保相關議案有足夠票數通過或反對。

## 其他國家案例
在臺灣（中華民國），「黨鞭」指各級議會的黨團總召集人，通稱「黨團總召」或「總召」，特別是立法院（國會）的黨團總召集人。依《立法院組織法》第33條，新一屆立法院組成後，立法委員席次達3席且席次較多的5個政黨，可以召集所有黨內立法委員組成黨團，做為該政黨在立法院內的決策組織；而各黨團會選出一位黨內立法委員（通常為最資深、最了解議事規則者）作為黨團總召集人，用以領導黨團成員、維護黨紀以及進行黨團協商。

## 流行文化
英國作家兼政治家迈克尔·多布斯以虛構的黨鞭法蘭西斯·厄克特為中心人物而撰寫了三部小說，該系列小說於1990年至1995年期間由英國廣播公司進行戲劇改編並播出。這個三部曲系列的第一部即《紙牌屋》被改編成電視連續劇，而這個題目也被用於此後基於其他國家制度對本系列改編的其他電視劇標題。在《紙牌屋》中，法蘭西斯·厄克特是英國保守黨的首席黨鞭。隨著厄克特在黨內地位的崛起與職位的變化，直至他成為英國首相，來展示他政治上的勃勃野心。
而在美國翻拍的《紙牌屋》中，弗兰克·安德伍德則是美國民主黨的眾議院多數黨黨鞭。該電視連續劇講述了安德伍德在黨內的崛起，直至他成為美國總統。

### 文獻
- Chisholm, Hugh (编). .  (第11版). London: Cambridge University Press. 1911.

## 外部連接
- 黨鞭（页面存档备份，存于）在英國國會（英文）
- 黨鞭 （页面存档备份，存于）在美國參議院（英文）
- 共和黨黨鞭 （页面存档备份，存于）在美國眾議院（英文）
- 民主黨黨鞭 （页面存档备份，存于）在美國眾議院（英文）